# مخزن سد آرگازی
مخزن سد آرگازی (انگلیسی: Argazi Reservoir) یک سد آبی در استان چلیابینسک کشور روسیه است.